# Concordia Hamburg (szachy)
Concordia Hamburg – niemiecki klub szachowy z siedzibą w Hamburgu, mistrz kraju z 1970 roku.

## Historia
Sekcja szachowa Concordii Hamburg została utworzona 15 października 1952 roku przez trzynastu szachistów. Przewodniczącym został Horst Kibat, a pierwszymi mistrzami klubowymi ex aequo Rudolf Martens i Robert Kayn. W latach 1964–1965 klub zajmował trzecie miejsce w mistrzostwach Niemiec. W roku 1967 nastąpiła fuzja Concordii z SK Palamedes. W tym samym roku zespół zdobył wicemistrzostwo kraju, kończąc rozgrywki za SG Porz. W 1970 roku klub został mistrzem Niemiec, wygrywając w decydującym meczu z SV Wilmersdorf przy jednoczesnej porażce SG Porz z Königsspringer Frankfurt. Czołowym zawodnikiem hamburskiej drużyny był wówczas Werner Pesch. W następnym sezonie zespół spadł z najwyższej klasy rozgrywkowej, a powrócił do niej w 1974 roku. W 1975 roku nastąpił spadek, a w roku 1977 – powrót do Bundesligi. Po utworzeniu w 1980 roku jednej grupy w ramach Bundesligi Concordia została relegowana do drugiego poziomu rozgrywek, z którego w późniejszym czasie spadła.